# Skrzyżowanie wzrokowe
Skrzyżowanie wzrokowe (łac. chiasma opticum) – miejsce skrzyżowania włókien nerwu wzrokowego w międzymózgowiu. U człowieka skrzyżowaniu ulegają jedynie włókna pochodzące z donosowej (przyśrodkowej) części siatkówki, czyli te zbierające wrażenia wzrokowe z doskroniowej (bocznej) części pola widzenia.